# Ex matre
La locuzione latina ex matre letteralmente significa "dalla madre".
Soprattutto con riferimento ad argomenti di diritto e di genealogia, il termine indica la provenienza di un bene, di un diritto o di una discendenza dalla madre. Il termine veniva utilizzato sovente nelle successioni ereditarie o di titoli nobiliari quando una madre si trovava erede con diritto di trasmissione o unica erede di un patrimonio materiale o immateriale di derivazione paterna e questo stesso ne garantiva la successione al figlio o ai figli (maschi o femmine) di lei ma non a suo marito.
Solitamente, nel caso di importanti passaggi di proprietà o di titoli, la famiglia di origine, per evitare che il cognome andasse inevitabilmente terminato con l'assenza di discendenza maschile, consentiva l'assunzione dell'eredità ai figli purché questi aggiungessero al loro ed alla loro discendenza il cognome della famiglia da cui il beneficio derivava. Solitamente (anche se non era obbligatorio) il passaggio titolare ex matre avveniva con un figlio ultrogenito (dal secondogenito compreso in poi), di modo da lasciare al primogenito la successione ai titoli del proprio padre, senza accumulare ulteriori benefici, ma favorendo invece i figli minori che solitamente non ottenevano titoli ed onori dal padre, ma semplicemente una rendita annua. In tal modo, nel corso della storia, sono andate formandosi diverse casate derivate dal medesimo ceppo, a cui sovente venivano uniti in coppia i due cognomi, quello proprio della famiglia di provenienza e quello adottato per successione. 
Tra le famiglie nobili italiane di maggior rilievo che utilizzarono una o più volte tale diritto citiamo gli Ottoboni Ruspoli, i Boncompagni e gli Spada Veralli Potenziani.